# Episodi di Un caso per due (trentesima stagione)
La trentesima stagione della serie televisiva tedesca Un caso per due, composta da 6 episodi, è andata in onda in Germania sul canale ZDF a partire dal 15 aprile 2010.
| nº | Titolo originale     | Titolo italiano      | Prima TV Germania | Prima TV Italia |
| -- | -------------------- | -------------------- | ----------------- | --------------- |
| 1  | Unter Druck          | Sotto pressione      | 15 aprile 2010    |                 |
| 2  | Zwischen den Fronten | Un dolore senza fine |                   |                 |
| 3  | Täter und Opfer      | Strade incrociate    |                   |                 |
| 4  | Zerstörte Träume     | I rifugiati          |                   |                 |
| 5  | Leichen im Keller    | Un taccuino prezioso |                   |                 |
| 6  | Schöner Schein       | Ladro gentiluomo     |                   |                 |